# HK Jenissei Krasnojarsk
Der HK Jenissei Krasnojarsk (russisch ХК «Енисей» Красноярск) ist ein russischer Bandy-Verein aus der sibirischen Stadt Krasnojarsk.

## Geschichte
Der Verein wurde 1934 gegründet. 1953 debütierte der Verein in der höchsten Liga der Sowjetunion, die insgesamt 11-mal gewonnen wurde. In den russischen Meisterschaften (in der höchsten Liga) feierte Jenissei vier Meistertitel: 2001, 2014, 2015 und 2016. Der HK Jenissei Krasnojarsk gewann 1982, 1984, 2011 und 2015 den Bandy World Cup. 1980, 1983, 1986, 1987, 1988, 1989 und 2001 wurde der Europapokal gewonnen.

## Bekannte Spieler
- Sergei Lomanow sr.
- Sergei Lomanow jr.